# NGC 7253B
NGC 7253B is een spiraalvormig sterrenstelsel in het sterrenbeeld Pegasus. Het hemelobject werd op 9 september 1863 ontdekt door de Duitse astronoom Albert Marth.

## Synoniemen
- VV 242
- UGC 11985
- Arp 278
- MCG 5-52-11
- KCPG 566B
- ZWG 494.14
- PGC 68573